# Auckland
Pour les articles homonymes, voir Auckland (homonymie).
Ne doit pas être confondu avec Oakland.
Auckland (prononcé en français : /oklɑ̃d/ ; en anglais : /ˈoːklənd/ ; en maori : Tāmaki /ˈtaːmaki/) est la ville la plus peuplée de Nouvelle-Zélande (Wellington étant la capitale du pays). Située sur l'île du Nord, c'est la plus grande zone urbaine du pays, avec plus de 1 500 000 habitants — soit plus d'un quart de la population du pays. Les données démographiques indiquent qu'elle continuera à croître plus rapidement que le reste du pays. Auckland est également la ville du monde qui abrite le plus grand nombre de personnes d'origine polynésienne.
Il s'agit d'une conurbation composée des villes d'Auckland (les îles du golfe de Hauraki exclus), de North Shore, ainsi que des parties urbaines des villes de Waitakere et Manukau, du district de Papakura et plusieurs parties urbaines des districts de Rodney et Franklin. Auckland est considérée comme étant une ville mondiale du fait de ses importants échanges commerciaux et de sa culture.

## Toponymie
La ville est baptisée en l'honneur de George Eden (1784-1849), 1er comte d'Auckland, qui occupa les fonctions de premier Lord de l'Amirauté (trois fois), et de gouverneur général des Indes (1836-1842).

## Géographie

### Ports et golfe

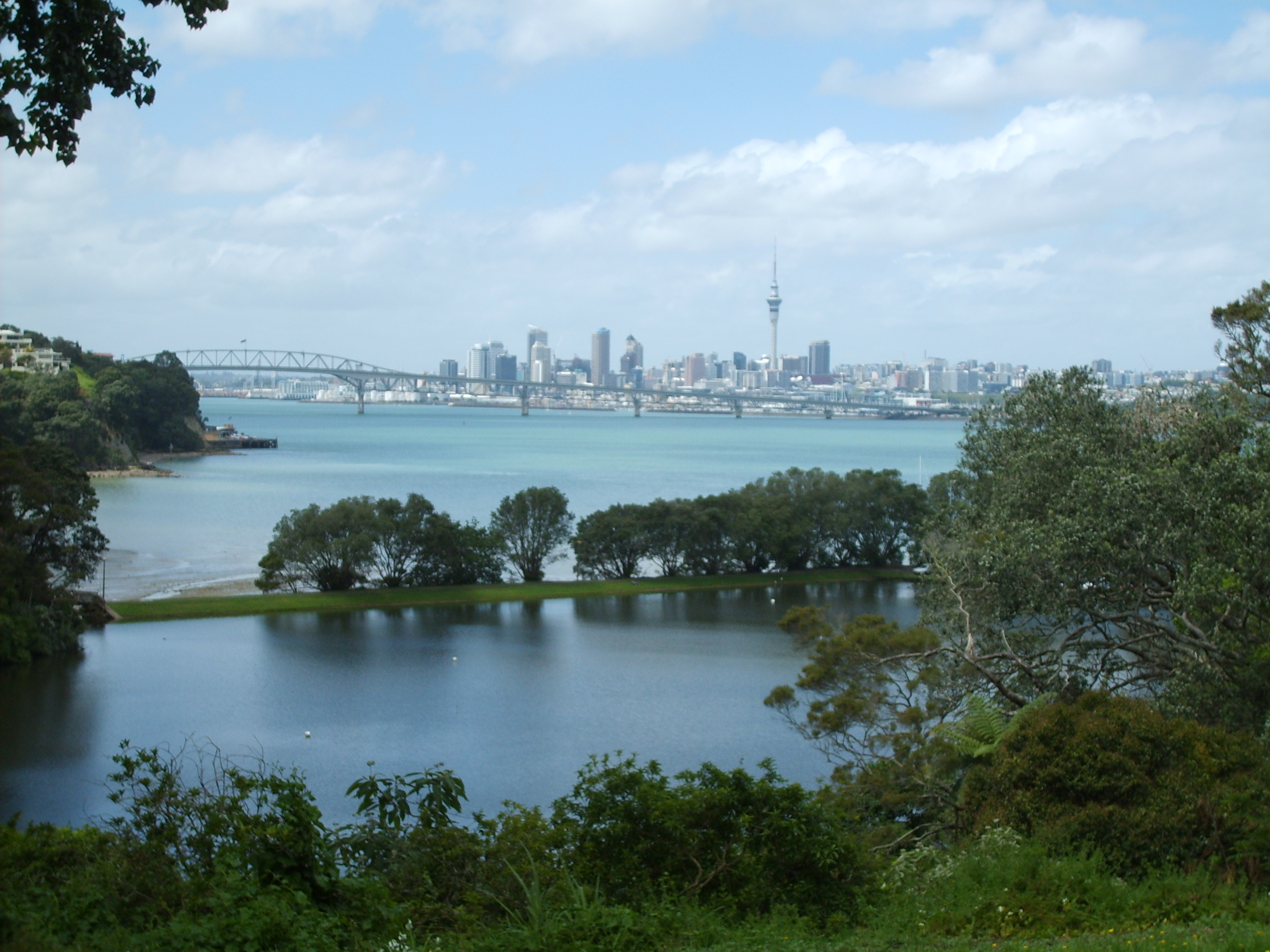
Harbour Bridge et le port de Waitemata vus depuis Chelsea.

Auckland est située sur et autour d'un isthme, reliant la péninsule de Northland au reste de l'île du Nord, large de moins de deux kilomètres à son point le plus étroit, situé au sud à Ōtāhuhu entre l'anse de Mangere (en) et l'estuaire du fleuve Tamaki

Cet isthme formant la zone urbaine centrale, est entouré de deux ports naturels : le port de Waitemata au nord, qui s'ouvre à l'est sur le golfe de Hauraki (océan Pacifique), et le port de Manukau au sud, qui s'ouvre à l'ouest sur la mer de Tasman. C'est l'une des rares villes au monde à avoir deux ports sur deux aussi importantes étendues d'eau, et la ville est marquée par cette particularité.

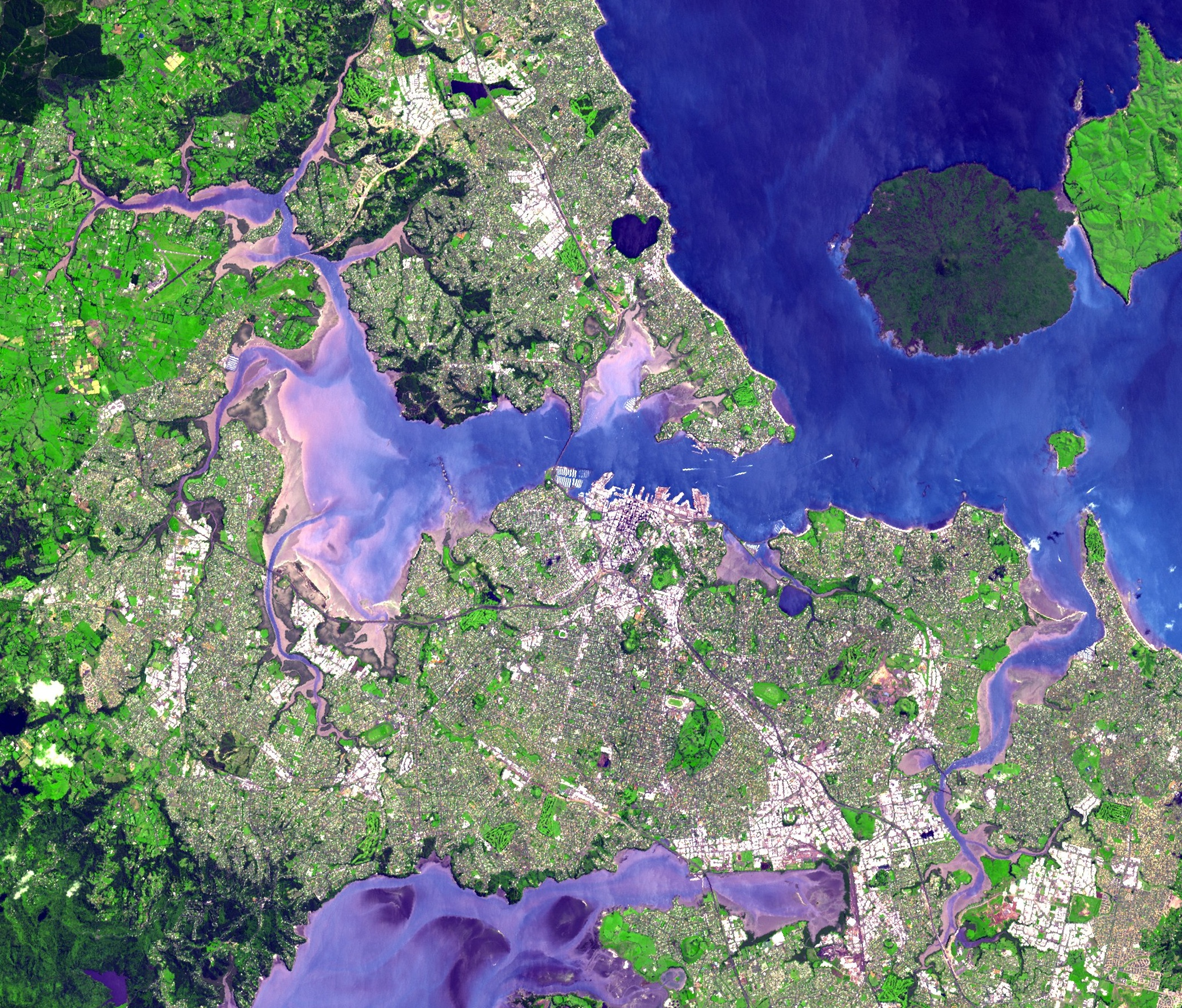
Isthme d'Auckland et port de Waitemata.

Des ponts enjambent plusieurs parties des deux ports, notamment l’Auckland Harbour Bridge croisant le port de Waitemata à l'Ouest de l’Auckland Central Business District (CBD). Le Mangere Bridge (en) et l’Upper Harbour Bridge (en) enjambent respectivement les parties supérieures des ports de Manukau et Waitemata. Il y avait autrefois des chemins de portage croisant les sections les plus étroites de l'isthme.
Plusieurs des îles dans le golfe de Hauraki sont administrées en tant que partie d'Auckland City, mais elles ne font pas toutefois partie de la région métropolitaine d'Auckland. Certaines parties de l'île Waiheke sont effectivement des banlieues d'Auckland, tandis que plusieurs autres îles près d'Auckland sont pour la plupart des zones de récréation ou des sanctuaires naturels, et donc protégées.
C'est dans le port d'Auckland que le 10 juillet 1985 fut saboté le Rainbow Warrior, bateau de Greenpeace, par les services de renseignement français, ce qui donna lieu à un scandale retentissant et à des tensions diplomatiques entre la France et la Nouvelle-Zélande.

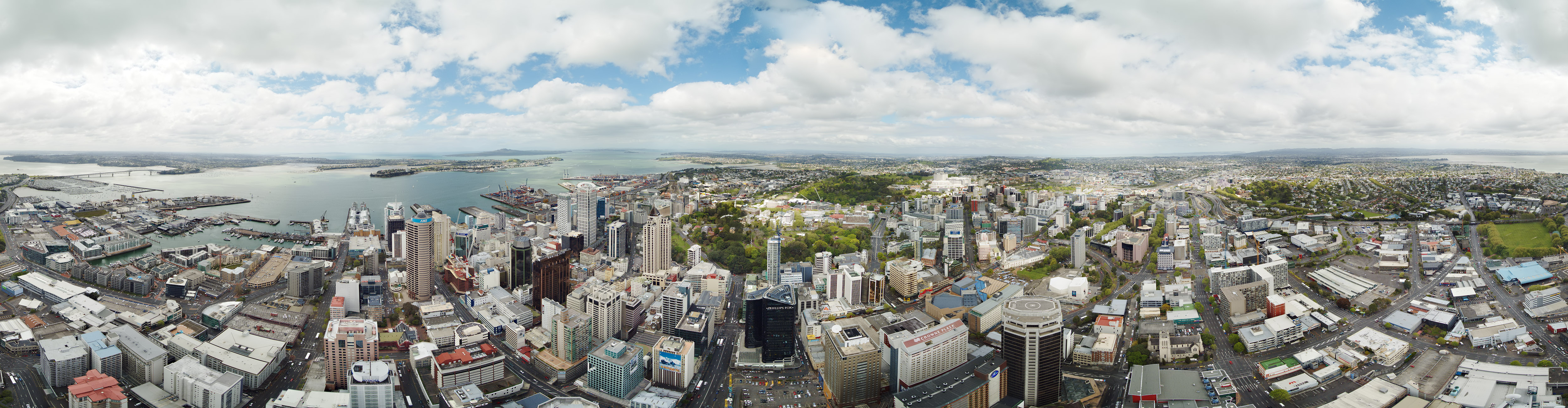
Vue sur Auckland et le port de Waitemata depuis le Sky Tower.

### Volcans

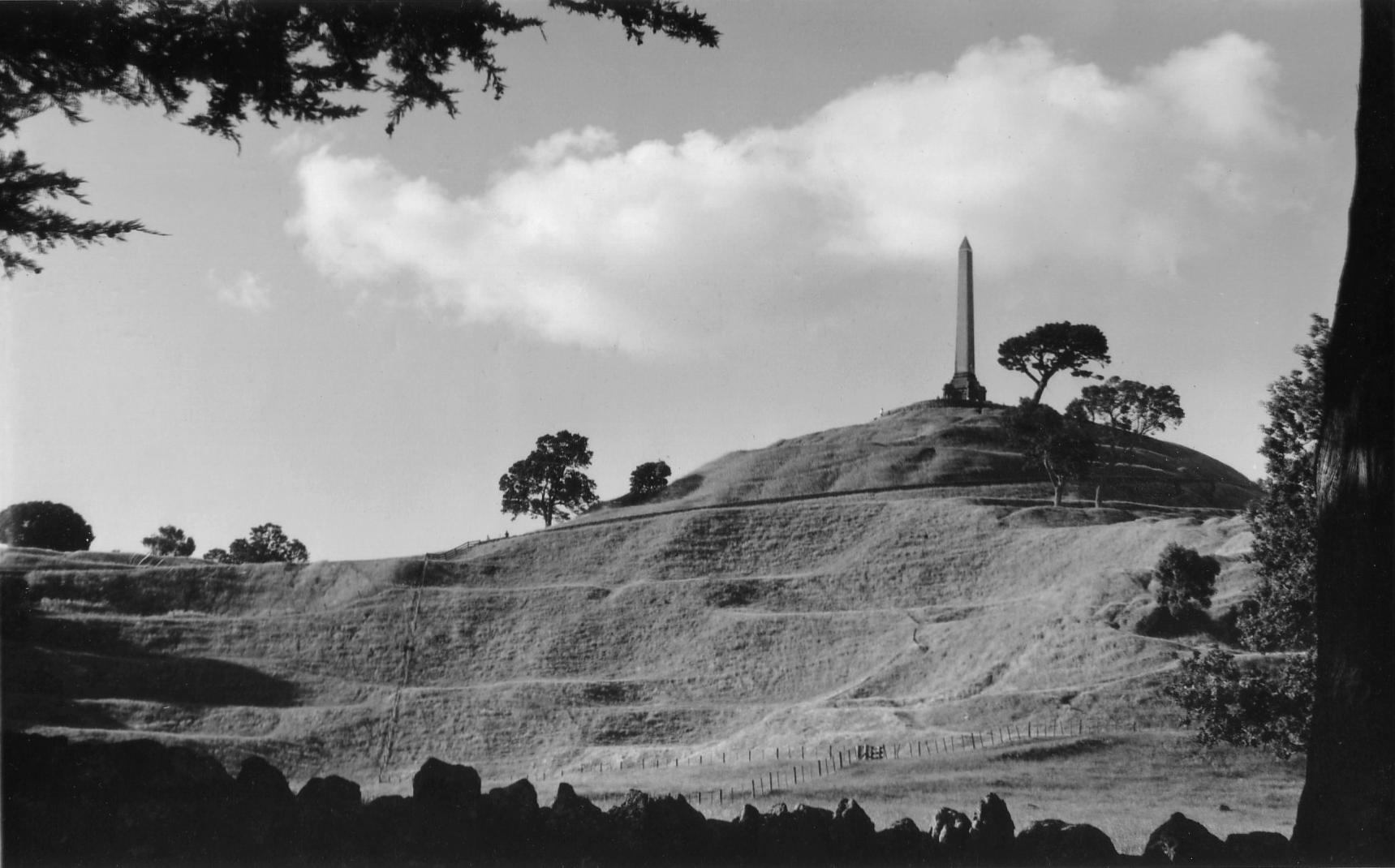
One Tree Hill dans les années 1990.

Auckland est à cheval sur les volcans du champ volcanique d'Auckland. Il y a environ cinquante volcans prenant des formes différentes (cônes, lacs, lagons, îles, dépressions…) et plusieurs ont produit de grandes coulées de lave. Une grande partie des cônes ont été partiellement ou totalement nivelés. Les volcans sont considérés éteints, quoique le champ volcanique lui-même soit dormant.
Le volcan le plus grand et le plus jeune est celui de l'île de Rangitoto, formé dans les 1 000 dernières années. Ses éruptions ont détruit les établissements maoris de l'île Motutapu il y a 700 ans. Sa taille, sa symétrie, sa position à l'entrée du port de Waitemata et le fait qu'il soit visible depuis de nombreux endroits de la région d'Auckland en ont fait le symbole naturel de la ville. Peu d'espèces d'oiseaux et d'insectes y vivent à cause de la terre rocheuse riche en acides.

### Climat
Auckland a un climat océanique très doux, avec des étés chauds et humides et des hivers doux et très pluvieux. C'est la ville avec le climat le plus chaud du pays ; de 2003 à 2006 elle a également été la plus ensoleillée, avec une moyenne de 2 170 heures de soleil par an. La température maximale moyenne en février est de 23,7°C, et en juillet de 14,5 °C. Le maximum jamais enregistré est de 30,5 °C, le minimum −2,5 °C. Les précipitations sont abondantes toute l'année, avec une moyenne de 1 240 mm par an répartis sur 137 jours. Les conditions varient selon la région de la ville en raison de sa géographie variée. Il y a donc des records de température intra-muros officieux, dont le maximum de 32,4 °C à Henderson en février 1998. Le 27 juillet 1939, Auckland vit la seule chute de neige connue de son histoire.
Le calme tôt le matin avant que les vents  de la mer ne commencent à souffler sur l'isthme, les jours de beau temps, a été décrit pour la première fois en 1853 : « En toutes saisons, la beauté de la journée se voit tôt le matin. À cette heure on voit généralement dominer un calme grave et parfait… ». Les Aucklanders profitent souvent de cette période du jour pour marcher ou courir dans les parcs.
Comme le taux de possession de voiture est très haut et le contrôle des émissions relativement faible, l'air d'Auckland souffre de pollution, particulièrement en ce qui concerne les émissions de particules en suspension fines. Le niveau maximum accepté de monoxyde de carbone est souvent franchi. Quoique les vents maritimes puissent balayer la pollution assez rapidement, elle peut parfois apparaître dans la forme de smog, particulièrement les jours calmes d'hiver.
| Mois                                            | jan.  | fév.  | mars  | avril | mai   | juin  | jui.  | août  | sep.  | oct.  | nov.  | déc.  | année   |
| ----------------------------------------------- | ----- | ----- | ----- | ----- | ----- | ----- | ----- | ----- | ----- | ----- | ----- | ----- | ------- |
| Température minimale moyenne (°C)               | 16,1  | 16,6  | 14,9  | 12,8  | 10,8  | 8,7   | 7,7   | 8,3   | 9,7   | 11,3  | 12,8  | 15    | 12,1    |
| Température maximale moyenne (°C)               | 23,9  | 24,4  | 22,9  | 20,4  | 17,7  | 15,5  | 14,6  | 15,2  | 16,5  | 17,9  | 19,6  | 22    | 19,2    |
| Record de froid (°C)                            | 5,6   | 8,7   | 6,6   | 3,9   | 0,9   | −1,1  | −3,9  | −1,7  | 1,7   | −0,6  | 4,4   | 7     | −3,9    |
| Record de chaleur (°C)                          | 30    | 30,5  | 29,8  | 26,5  | 24,6  | 23,8  | 19,6  | 21    | 23    | 23,6  | 25,9  | 28,3  | 30,5    |
| Ensoleillement (h)                              | 240,3 | 203,4 | 200,8 | 169,3 | 149,1 | 126,1 | 133,9 | 153,7 | 159   | 180,5 | 203,8 | 201,9 | 2 121,8 |
| Précipitations (mm)                             | 58,1  | 63,1  | 75    | 87,1  | 119,8 | 119,4 | 136,9 | 117,2 | 100,1 | 91,6  | 68,9  | 81,7  | 1 118,9 |
| dont nombre de jours avec précipitations ≥ 1 mm | 6,8   | 6,5   | 7,7   | 9,6   | 13    | 14,3  | 15,2  | 14,7  | 12,5  | 11,5  | 9,3   | 9     | 130,1   |
| Humidité relative (%)                           | 76,8  | 80,1  | 82,1  | 83,1  | 86,5  | 87,7  | 87,7  | 85    | 80,7  | 79,7  | 76,1  | 76,6  | 81,8    |

## Histoire

### Premiers Maori et Européens

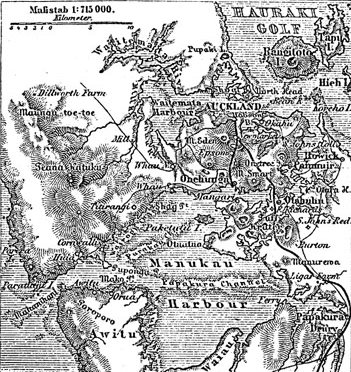
Carte allemande d'Auckland en 1888.

L'isthme fut tout d'abord occupé par les Māori qui s'y établirent autour de l'an 1350, attirés par les terres fertiles et riches de la région. Dans un premier temps, les Māori attribuèrent le nom Tamaki Makau Rau à la ville. Beaucoup de pa (villages fortifiés) y furent construits, particulièrement sur les volcans (aujourd'hui, il est toujours possible d'observer les traces de pa, notamment sur les anciens volcans que sont le Mont Éden et le One Tree Hill). La population Maori de la région avant l'arrivée des Européens est estimée à environ 20 000 personnes,. L'introduction des armes à feu, d'abord dans le Northland, perturbe l'équilibre des pouvoirs et mène à des guerres inter-iwi dévastatrices, ayant pour conséquence le déplacement d'iwi qui se réfugient dans des régions moins susceptibles aux raids, à l'intérieur des terres. Par la suite, la région abrite relativement peu de Maori lors du début de la colonisation européenne de la Nouvelle-Zélande. Il n'y a toutefois pas de preuve que ce soit à cause d'une politique délibérée de la part des Européens,.
Lors de la signature du traité de Waitangi le 6 février 1840, le nouveau Gouverneur de Nouvelle-Zélande, William Hobson, avait pour mission de choisir une capitale pour la nouvelle colonie. Il choisit Auckland même si à l'époque Port Nicholson (en) (aujourd'hui à Wellington), était vu comme meilleur choix du fait de sa proximité de l'île du Sud, qui était en train d'être colonisée assez rapidement. En même temps, Auckland était la capitale et ville principale de la province d'Auckland (en) ; elle le restera jusqu'à l'abolition du système provincial en 1876. Le premier colon à s'établir la même année de la fondation de la ville dans l'isthme d'Auckland, fut un médecin écossais nommé John Logan Campbell (1817–1912), qui y construisit la première maison (Acacia Cottage) et ouvrit le premier commerce. Il deviendra par la suite un personnage important dans la vie économique du pays, avant de se lancer dans la politique et devenir membre du Parlement de Nouvelle-Zélande, puis maire d'Auckland durant un an à la fin de sa vie.
À partir de 1840, l'immigration vers la ville resta forte même après la perte de son statut de capitale nationale en faveur de Wellington en 1865.

### Croissance

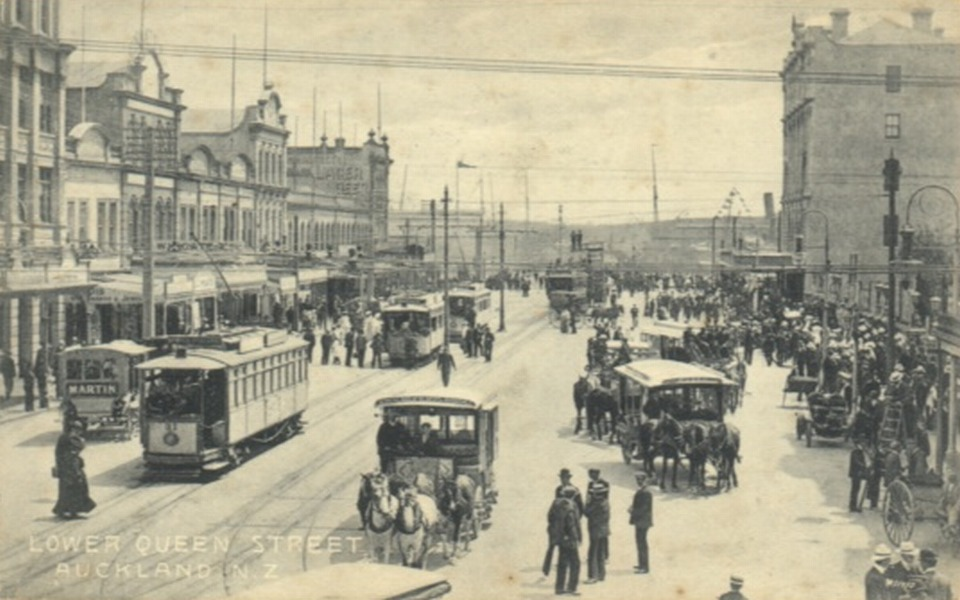
Lower Queen Street en 1919

Au début des années 1860, la construction de routes vers le sud, au Waikato, et le fait qu'Auckland devint une base contre le Kingitanga (mouvement royaliste maori), permit aux Pakeha (Néo-Zélandais d'origine européenne) de répandre leur influence. La population de la ville croît assez rapidement, de 1 500 en 1841 à 12 423 en 1864. La croissance se voit surtout autour du port et entraîne des problèmes de surpeuplement et de pollution.
Le système ferroviaire affectera l'expansion rapide d'Auckland lors de la première moitié du XXe siècle, mais devient vite obsolète avec le développement de la voiture ; les routes sont une caractéristique géographique du paysage urbain. Elles permettent l'expansion qui résultent en la croissance de zones urbaines proches, dont North Shore (particulièrement après la construction de l'Auckland Harbour Bridge, et Manukau au sud).
Une grande partie d'Auckland est dominée par un style architectural très suburbain : la ville a ainsi une densité de population très faible. Sa population représente un sixième de la population de Londres mais s'étend sur une superficie presque aussi grande (plus de 1 000 km2). Le transport public y est donc plus cher que dans d'autres villes plus denses.

### Aujourd'hui
Auckland voit une augmentation de sa population via l'immigration et la croissance naturelle de sa population native (soit un tiers et deux tiers de la croissance totale, respectivement), et comptera environ 2 millions d'habitants en 2050. Cette augmentation aura un impact majeur sur le transport, le logement et d'autres infrastructures, qui sont pour certaines déjà sous pression. Certaines organisations, dont l'autorité territoriale d'Auckland, le Auckland Regional Council, pensent que cette croissance causera un étalement humain et qu'il faut donc régler ce problème aussitôt que possible avec une politique d'aménagement urbain.
Une politique appelée Regional Growth Strategy a été adoptée pour mettre des limites aux subdivisions et l'intensification de l'usage actuel des infrastructures ; elle est l'une des principales mesures de durabilité. Cette politique est sujette à controverse parce qu'elle limite l'usage des terres privées, particulièrement aux frontières de la ville, en mettant des limites à la zone métropolitaine urbaine dans des documents tels que le plan de district (en).
Le gouvernement local fait également débat, avec des points de vue très différents : certains Aucklanders blâment une mauvaise gouvernance pour le progrès limité de la ville et sa fragmentation en plusieurs conseils (aujourd'hui il y a sept autorités de ville ou de district, et une autorité régionale). D'autres remarquent que le fait de l'intégration ancienne de beaucoup de petits conseils de district ne produisit pas les avantages promis et réduisit la participation à la politique au niveau local. En 2007, le gouvernement travailliste de Nouvelle-Zélande mit en place une Royal Commission of Inquiry,.

## Population

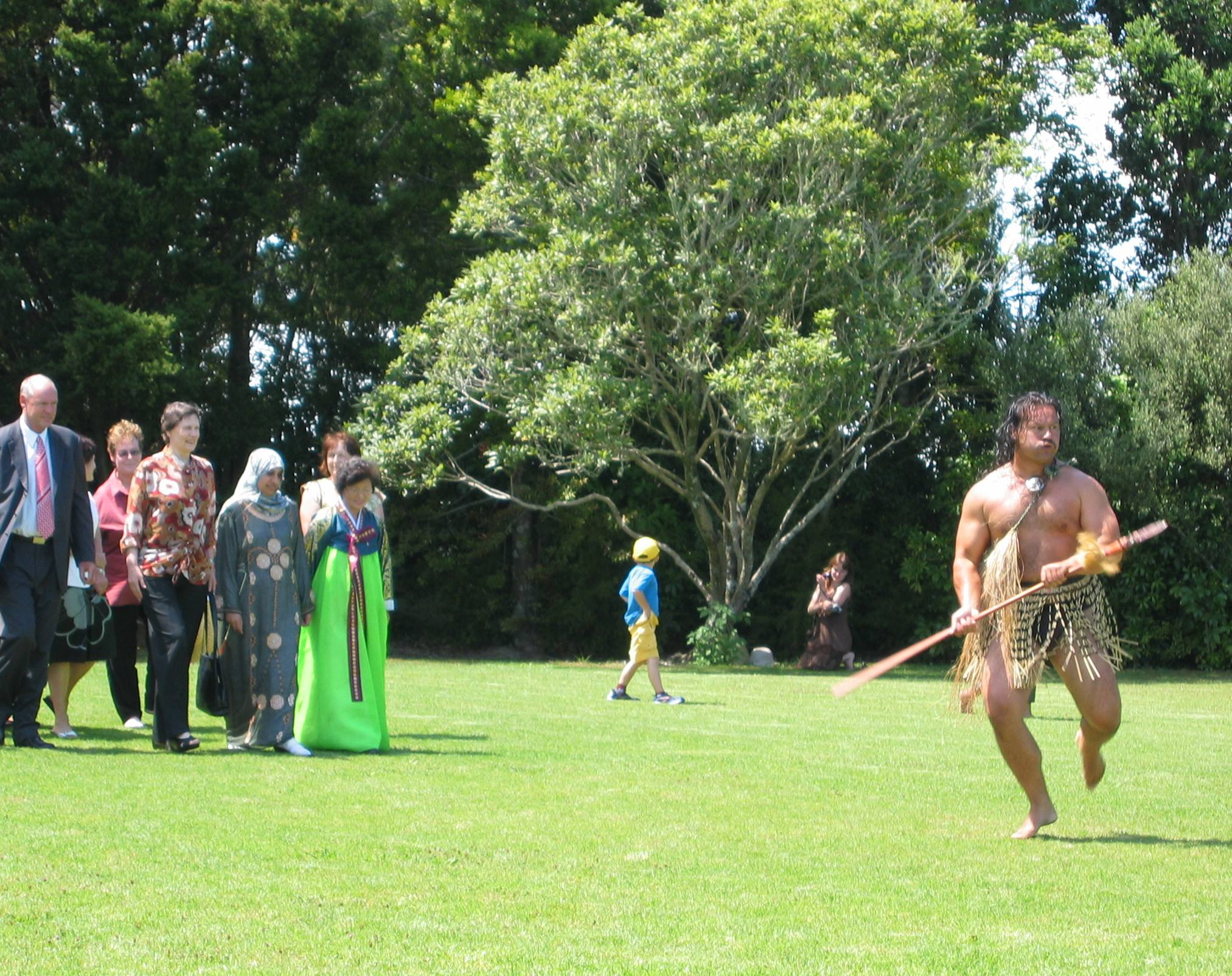
La Première ministre Helen Clark visite un marae à Waitangi Day, 2006

### Cultures

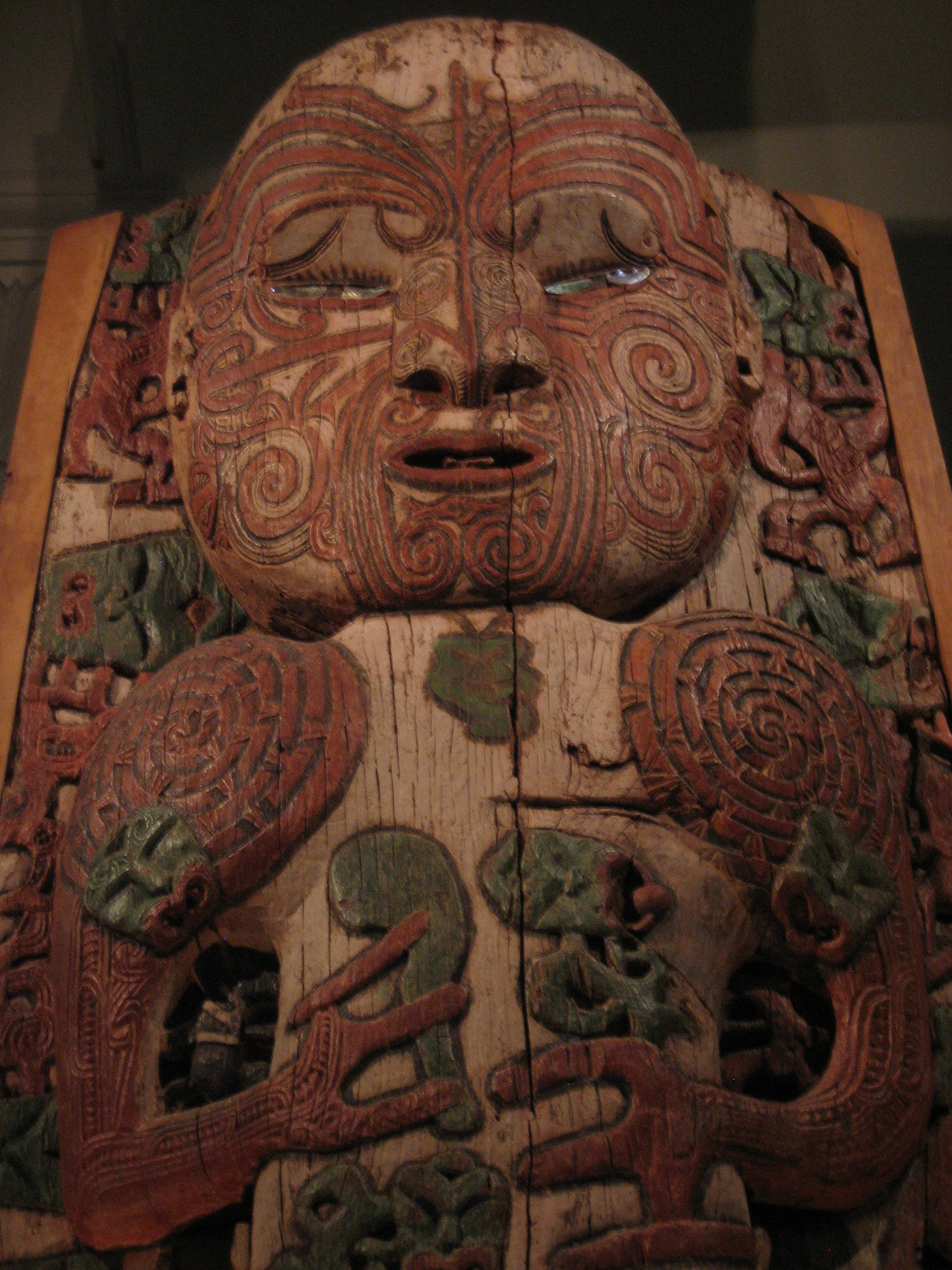
Une sculpture de la culture Maori au Musée national d'Auckland

Auckland abrite une population cosmopolite. La plus grande partie se revendique d'origine européenne (surtout britannique), mais il y a de grandes communautés maori, polynésienne, et asiatique. Auckland est la ville au monde qui possède la plus grande population d'origine polynésienne, ainsi que la proportion la plus haute de personnes d'origine asiatique du pays.

### Démographie
La proportion d'Asiatiques et autres immigrants non-européens a augmenté ces dernières décennies. Cela est dû à l'immigration et à une baisse des restrictions à l'immigration directement ou indirectement basées sur la race. L'immigration en Nouvelle-Zélande est en grande partie concentrée à Auckland, à cause du plus grand nombre d'offres de travail. Cette attractivité d'Auckland a conduit les autorités de l'immigration à donner plus de points aux demandes de visas des immigrants voulant s'installer ailleurs que dans la région d'Auckland.
Le tableau suivant montre le profil ethnique de la population d'Auckland selon les recensements de 2001, 2006 et 2013. Les pourcentages font plus de 100 % parce que certains se déclarent comme faisant partie de plus d'un groupe ethnique. La baisse marquée d'« Européens » entre 2001 et 2006 est principalement due à la croissance dans le nombre de personnes se définissant comme « Néo-Zélandais ».
| Groupe ethnique                               | 2001    | 2006    | 2013    |
| --------------------------------------------- | ------- | ------- | ------- |
| Européens                                     | 68,5 %  | 56,5 %  | 59,3 %  |
| Asiatiques                                    | 13,8 %  | 18,9 %  | 23,1 %  |
| Peuples du Pacifique                          | 14,0 %  | 14,4 %  | 14,6 %  |
| Maori                                         | 11,6 %  | 11,1 %  | 10,7 %  |
| Moyens-Orientaux/Latinos-Américains/Africains | 1,2 %   | 1,5 %   | 1,9 %   |
| 'Néo-Zélandais' ou autres                     | 0,0 %   | 8,1 %   | 1,2 %   |
| Total                                         | 109,1 % | 110,4 % | 110,8 % |

| Pays de naissance | Population (2013) |
| ----------------- | ----------------- |
| Royaume-Uni       | 87 057            |
| Chine             | 70 491            |
| Inde              | 43 407            |
| Fidji             | 39 087            |
| Samoa             | 35 583            |
| Afrique du Sud    | 30 612            |
| Australie         | 19 953            |
| Corée du Sud      | 19 470            |
| Philippines       | 18 621            |
| Tonga             | 18 117            |

### Religion
Comme dans le reste du pays, plus de la moitié des Aucklanders sont chrétiens, mais moins de 10 % vont à l'église régulièrement et presque 40 % ne se disent plus affiliés à aucune religion. Les confessions principales sont le catholicisme, l'anglicanisme, et le presbytérianisme. Les églises pentecôtistes et charismatiques recrutent le plus rapidement. Les immigrants polynésiens vont à l'église plus régulièrement que les autres habitants, quoique cela diminue avec la deuxième et la troisième génération. D'autres cultures étrangères ont enrichi la diversité religieuse de la ville, comme le bouddhisme, l'hindouisme, l'islam et le sikhisme. Il y a également une toute petite communauté juive de longue date.
Il est à noter que le premier évêque catholique d'Auckland est un mariste (congrégation pionnière en Océanie) français, Jean-Baptiste Pompallier (1802-1871), sa mémoire est encore très présente dans les édifices ou institutions catholiques du pays, comme à la cathédrale Saint-Patrick d'Auckland.

## Économie
La plus grande partie des entreprises multinationales ont un bureau à Auckland, celle-ci étant vue comme la capitale économique de la Nouvelle-Zélande. Les bureaux les plus chers sont au centre-ville, autour de Queen Street et du Viaduct Basin. Ils comptent pour une part importante de l'économie du centre-ville. Une grande partie des entreprises plus techniques et de main-d'œuvre sont situées dans les zones industrielles du sud de la ville. La « skyline » d'Auckland comporte une quinzaine de gratte-ciels.
Les zones commerciales et industrielles les plus grandes du Grand Auckland sont au sud-est de la ville ainsi que dans l'ouest de Manukau, particulièrement la région du port de Manukau et l'estuaire de la rivière Tamaki.
Le statut de ville commerciale du pays se reflète dans le revenu (par personne, par année) : 44 304 NZ$ (environ 33 000 U$) pour la région en 2005 ; ceux travaillant au centre-ville gagnent le plus souvent davantage. Le revenu moyen pour toute personne au-dessus de l'âge de 15 ans, par année, est de 22 300 NZ$, soit plus que toute autre ville sauf North Shore (elle-même dans la région d'Auckland) et Wellington. Les employés de bureaux sont encore la majorité des personnes travaillant à Auckland, mais les grands complexes de bureaux dans d'autres parties de la région, dont Takapuna et Albany (à North Shore), deviennent de plus en plus communs, diminuant ainsi la concentration d'employés au centre-ville.

## Enseignement
Auckland abrite plusieurs institutions importantes d'enseignement, dont plusieurs des plus grandes universités du pays. Elle est également connue comme centre majeur de l'apprentissage de l'anglais ; grand nombre d'étudiants étrangers (particulièrement d'Asie) y vont étudier et apprendre cette langue aux universités de la ville (leur nombre a toutefois diminué dans le pays entier depuis 2003). En 2007, il y avait environ 50 établissements certifiés par le New Zealand Qualifications Authority (en) à enseigner l'anglais dans la région d'Auckland.
Auckland a également une multitude d'écoles primaires et secondaires, les plus connues étant Auckland (Boys') Grammar School, Mount Albert Grammar School, Auckland Girls' Grammar School et Epsom Girls' Grammar School. Il y a plusieurs écoles privées, dont le très élitiste King's College (en) et la Diocesan School for Girls, ainsi que le fameux St Peter's College dans le quartier de Grafton ou le Sacred Heart College. C'est à Auckland qu'on trouve aussi les plus grands lycées par nombre d'étudiants à temps plein : Rangitoto College, Avondale College et Manurewa High School (en ordre descendant du nombre d'étudiants).
Parmi les institutions d'enseignement supérieur les plus importantes on trouve l'Université d'Auckland (campus en ville ou à Tamaki), l'Université de technologie d'Auckland  (en ville), l'Université Massey (à Albany), et l' Institut de technologie de Manukau  (à Otara) ; Unitec Institute of Technology (en) est le plus grand institut technique d'Auckland.

## Logement
Le type de logement varie de façon importante entre logement de l'État dans les banlieues pauvres et grandes maisons au bord de l'eau. Le logement traditionnel des Aucklanders était le bungalow sur 1 000 m2, mais la subdivision de ces propriétés est courante depuis longtemps. Les préférences des Aucklanders pour ce genre de logement a contribué à l'étalement urbain et à la dépendance à la voiture. Cela va probablement continuer, une grande majorité (70 %) des Aucklanders habitant des logements à basse densité, il est prévu que cela reste ainsi en 2050.
Dans certains quartiers, les villas victoriennes sont en train d'être démolies afin de construire  de grandes maisons avec courts de tennis et piscines. Cela a mené le conseil communal à voter des lois protégeant certaines banlieues ou rues. Auckland a été décrite comme ayant « la plus grande diversité de maisons en bois du monde, avec détails et décorations classiques », beaucoup d'entre elles de style victorien-edwardien.

## Transport

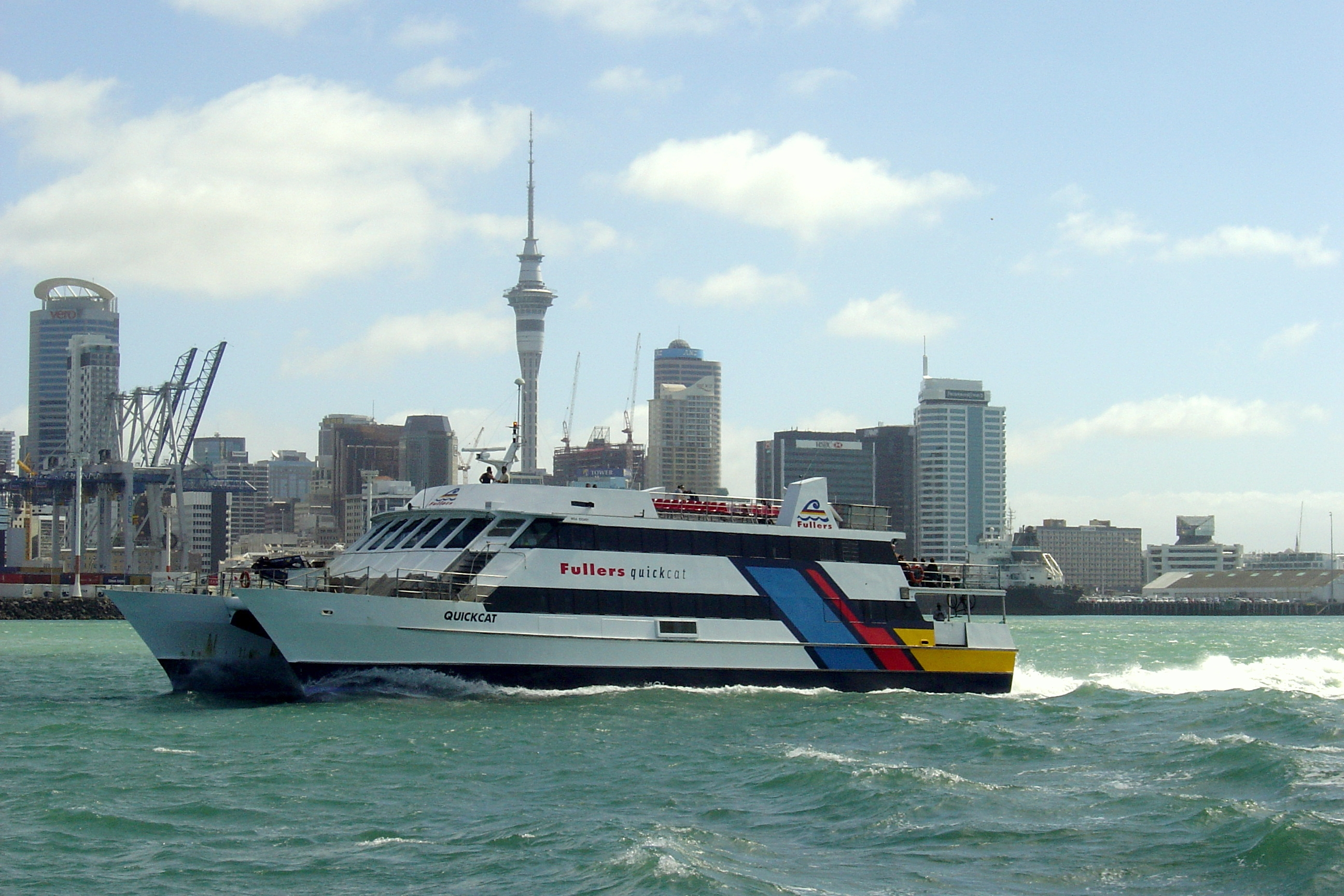
Le ferry MV Quick Cat, assurant la liaison avec l'île de Waiheke, devant le centre-ville.

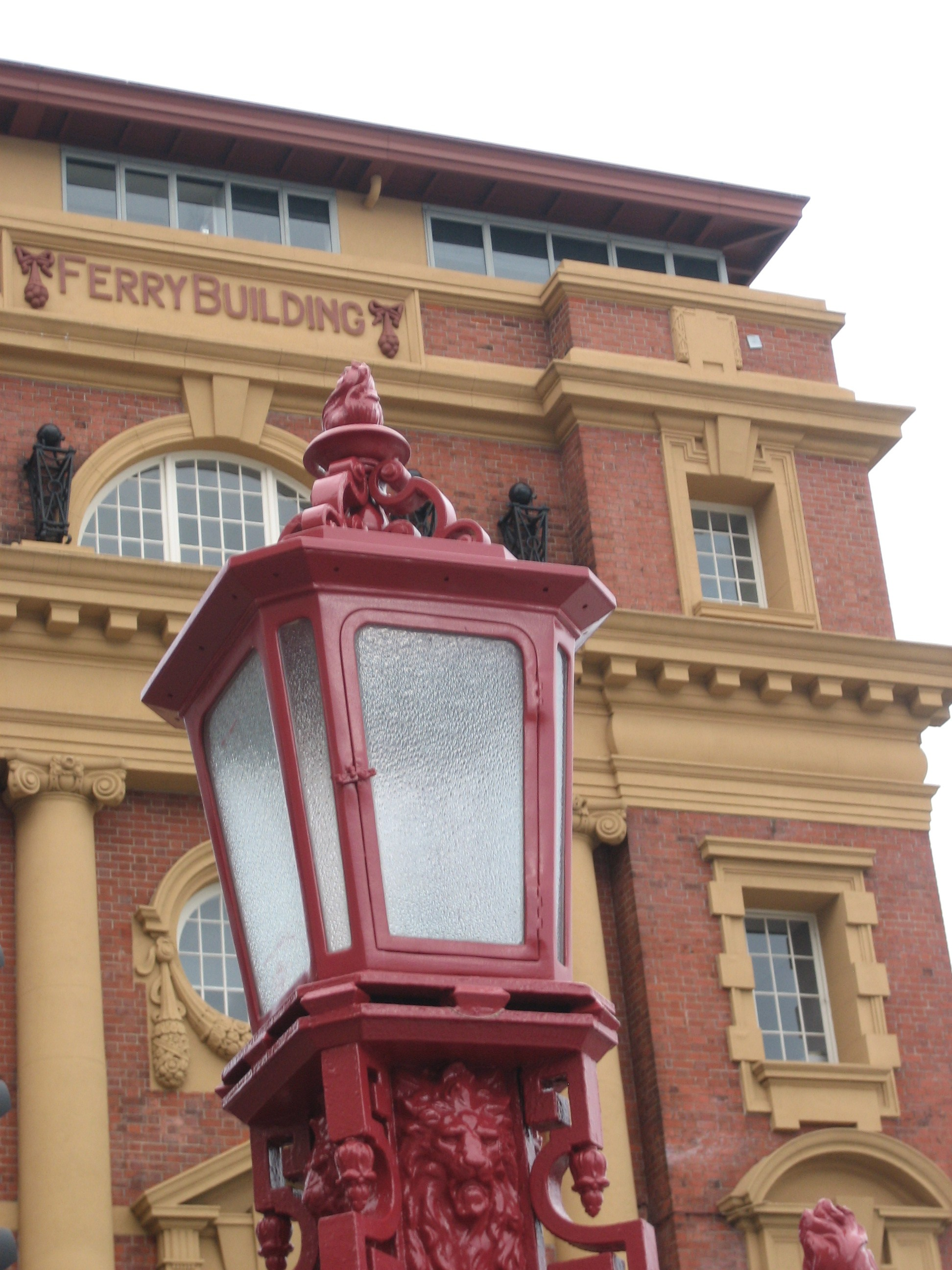
Le bâtiment de la gare maritime d'Auckland

Auckland dépend énormément des véhicules privés comme principal moyen de transport. Seulement 5 % des trajets dans la région d'Auckland se font en autobus, ce qui entraîne des problèmes de circulation et beaucoup d'embouteillages. Des recherches menées par l'Université Griffith ont démontré que dans les 50 dernières années, Auckland a mené une politique parmi les plus pro-automobile au monde. Avec le déclin drastique des transports publics dans la seconde moitié du XXe siècle (reflété dans beaucoup d'autres pays occidentaux, dont les États-Unis), et une augmentation des dépenses sur les routes et les automobiles, la Nouvelle-Zélande (et plus spécifiquement Auckland), est aujourd'hui au deuxième rang au monde en ce qui concerne la possession de véhicules, avec environ 578 véhicules pour 1 000 personnes.
Les lignes de bus à Auckland prennent généralement des routes radiales et non circulaires, du fait qu'Auckland est située sur un isthme. Le service est limité tard la nuit (après minuit), les fins de semaine comprises. Le train est généralement limité à des trajets vers l'ouest ou le sud-ouest d'Auckland, avec des options limitées de longue distance. En 2007, des projets étaient en cours ou planifiés, dans la région d'Auckland, pour améliorer le transport public sur la décennie suivante, pour une somme d'environ 5,3 milliards de NZ$, soit 31 % du budget de la ville.

Auckland Harbour Bridge

Les ports maritimes d'Auckland sont les plus grands du pays. Une importante partie du commerce (export et import) passe par la ville, surtout via les installations au nord-est du centre-ville. Les marchandises sont ensuite généralement distribuées par la route, quoique les installations portuaires sont reliées à des lignes ferroviaires. C'est également un port de plaisance très prisé, principalement autour du Princes Wharf. Le centre-ville est relié à certaines banlieues et aux îles du port par ferry.
Près de la ville, on peut trouver plusieurs petits aéroports régionaux ainsi que l'aéroport international d'Auckland, le plus fréquenté du pays.
Le réseau de routes nationales relie les villes de la région d'Auckland ; les plus utilisées sont les routes du nord, du sud, du nord-ouest et du sud-ouest.
L'Auckland Harbour Bridge (faisant partie de la route du nord), est la route principale menant à North Shore City, mais souvent sujette à embouteillages. Le Central Motorway Junction, aussi appelé « Spaghetti Junction » en raison de  sa complexité, forme l'intersection entre les deux grandes routes d'Auckland (State Highway 1 et State Highway 16), et les relie aux environs de la ville. Deux des plus longues routes de la région — Great North Road et Great South Road —, furent les plus utilisées pour ces directions (nord et sud), avant la construction du réseau de routes nationales.
Auckland possède un réseau de trains de banlieue composé de quatre lignes et servant l'ouest, le sud, et le centre-est depuis le Britomart Transport Centre. Situé au centre-ville, celui-ci est le terminus de toutes les lignes et permet des correspondances avec les lignes de ferry et d'autobus.

## Culture

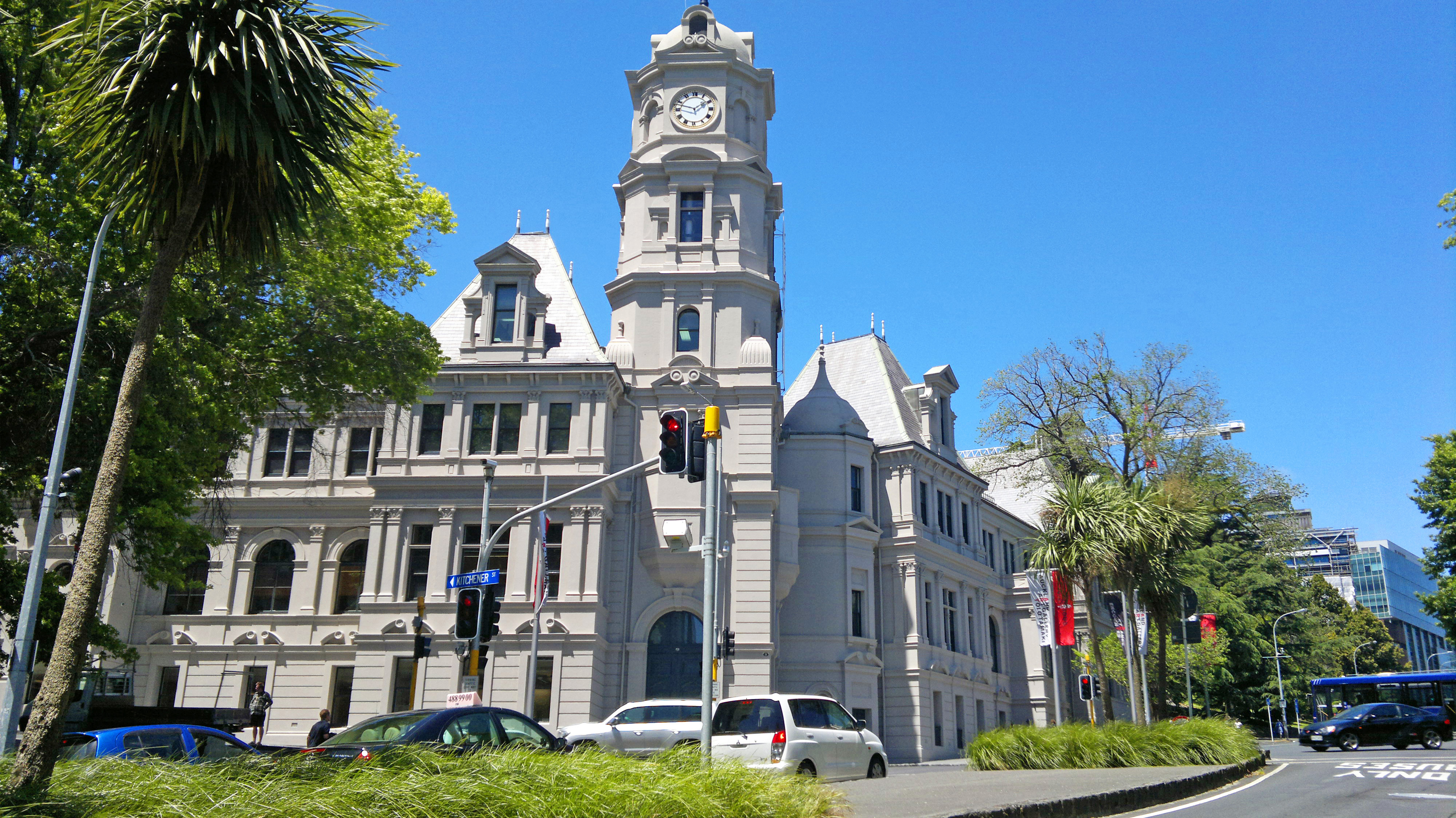
Musée d'Art d'Auckland

Auckland est connue pour son climat doux, son grand nombre d'emplois, d'écoles et ses institutions culturelles, naturelles et sportives. Toutefois, parmi les facteurs négatifs de la vie à Auckland, on trouve les problèmes de circulation routière (comparé aux autres villes néo-zélandaises), un manque de transport public, le prix du logement, ainsi que la criminalité. Auckland est 3e dans le classement Mercer des meilleures villes dans lesquelles vivre en 2012 et est 23e sur le classement UBS des villes les plus riches du monde.
Auckland est communément appelée City of Sails (Ville des voiles) pour son port de plaisance comptant des centaines de yachts. Il y a environ 135 000 yachts et bateaux dans la ville, soit plus de navires par habitant que toute autre ville du monde. Environ 60 500 des personnes habilitées à conduire un yacht (sur 149 900 dans la Nouvelle-Zélande en général) viennent de la région d'Auckland,. Le Viaduct Harbour (en) a reçu deux Coupes de l'America (en 2000 et 2003), et ses cafés, restaurants et boîtes de nuit font partie de la vie de la ville. Auckland reçoit beaucoup d'évènements nautiques dans le port de Waitemata et possède un grand nombre de clubs nautiques. La Westhaven Marina (en) est la plus grande de l'hémisphère sud,.
Newmarket et Parnell sont des quartiers commerciaux ; Otara, le Victoria Park d'Auckland (en), et Avondale sont connus pour leurs marchés aux puces. Les centres commerciaux plus modernes en dehors du centre-ville se trouvent à Sylvia Park (en), Howick et Albany.
La mairie d'Auckland et l’Aotea Centre (en) accueillent des conférences et événements culturels, dont des pièces de théâtre, des kapa haka et de l'opéra. Auckland possède un orchestre philharmonique, l'Auckland Philharmonia Orchestra et organise depuis 2003 un festival d'art bisannuel, le Festival d'Auckland.
Beaucoup de trésors nationaux sont présentés au public au Auckland Art Gallery, tandis que d'autres artefacts culturels sont au Musée du mémorial de guerre d'Auckland, au musée maritime, et au Musée du transport et de la technologie. Des animaux peuvent être observés au Parc zoologique d'Auckland et au Kelly Tarlton's Sea Life Aquarium. Les cinémas et concerts de rock sont également très fréquentés.

### Parcs

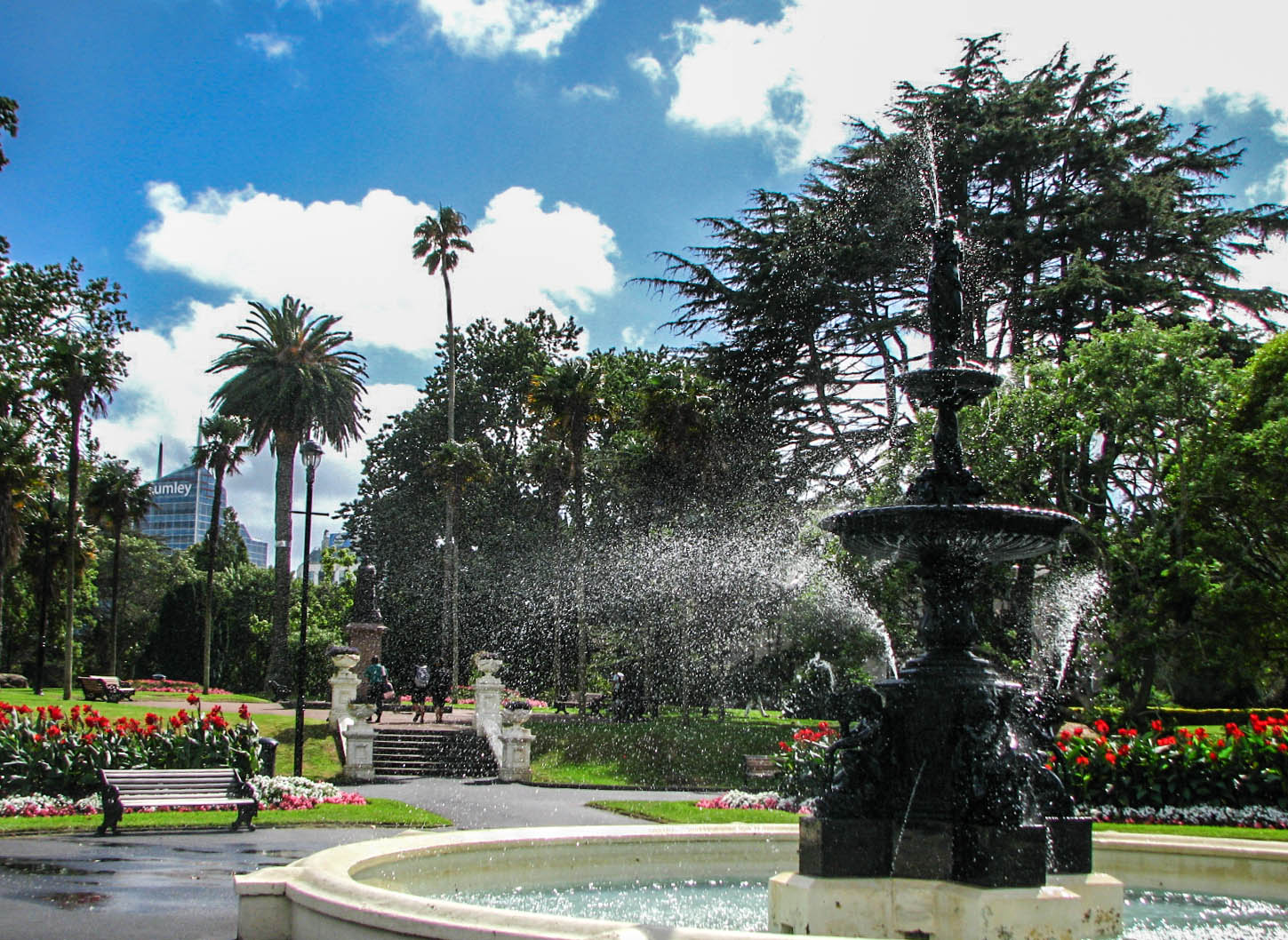
Albert Park.

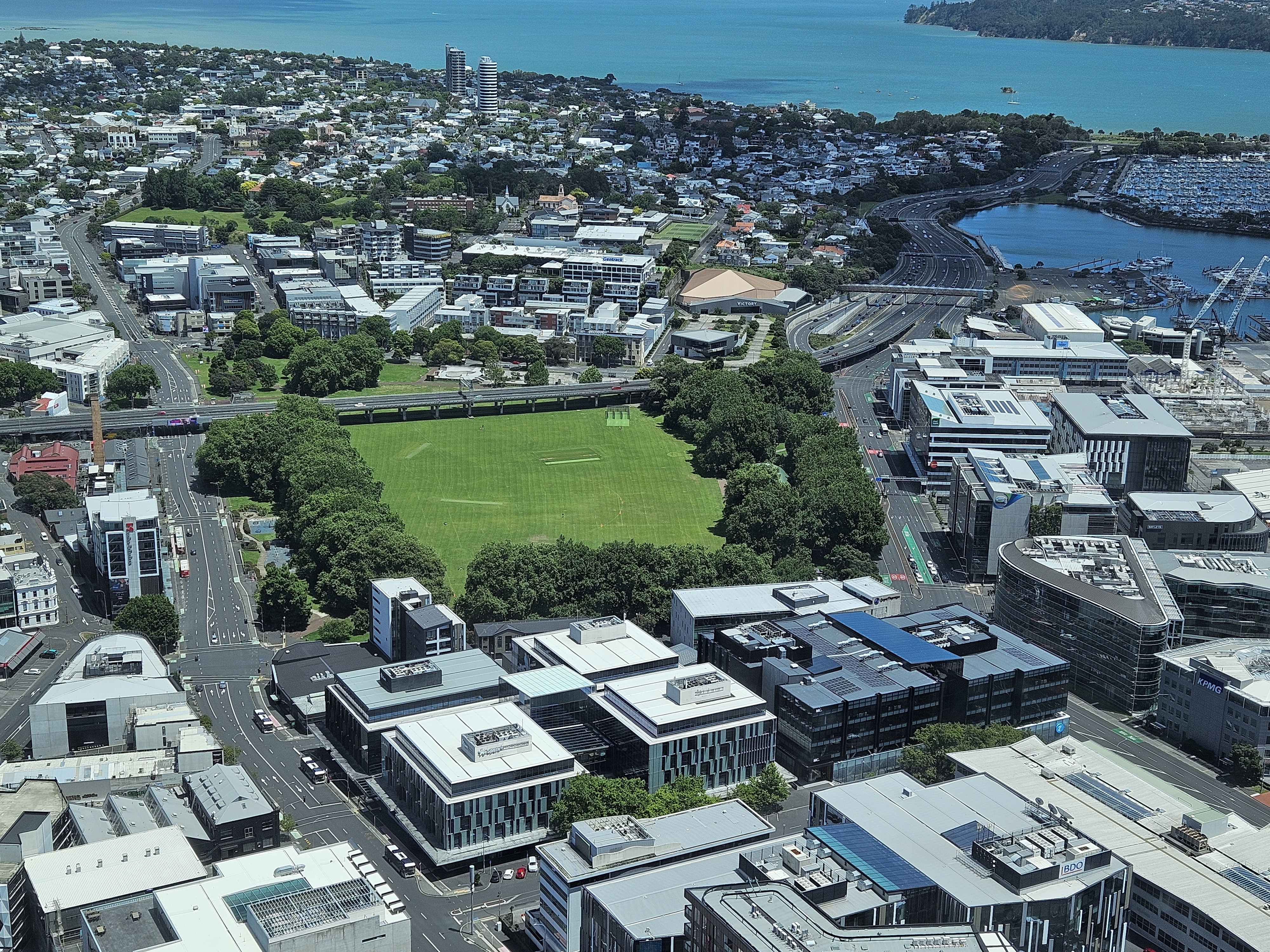
Victoria Park.

L'Auckland Domain est l'un des plus grands parcs de la ville, près du centre-ville dans le quartier de Grafton ; il a une bonne vue du golfe et de l'île de Rangitoto. Parmi les parcs plus petits, on trouve Parc Albert (en), Myers parc (en), Western parc (en) et parc Victoria d'Auckland (en).
Quoique des volcans aient été endommagés par les carrières, plusieurs des cônes restants sont aujourd'hui situés dans des parcs et retiennent un peu de la géographie naturelle de la ville environnante. Des fouilles archéologiques ont permis de retrouver des traces de pa (fortifications maories) dans plusieurs de ces parcs : Mont Éden, North Head et One Tree Hill.
Il y a d'autres parcs autour de la ville, notamment à Western Springs. Le Parc zoologique est également situé en dehors de la ville. Le Jardin botanique d'Auckland est situé plus au sud, à Manurewa.
Les ferries assurent le transport aux parcs et réserves naturelles, de Devonport, l'île de Waiheke et l'île de Rangitoto. Le Parc régional des monts Waitakere est à l'ouest de la ville, et les monts Hunua au sud.

### Sports
Les sports les plus populaires à Auckland et en Nouvelle-Zélande en général sont le rugby à XV et le cricket. Auckland possède bon nombre de terrains pour les deux ainsi que des terrains pour les sports  automobiles, le tennis, le badminton, le netball, la natation, le football, le rugby à XIII, et beaucoup d'autres. L'équipe de rugby à XV de la ville s'appelle les Blues, l'équipe de rugby à XIII s'appelle les New Zealand Warriors et l'équipe de cricket les  Aces .
L'Eden Park est le stade principal de la ville et reçoit le plus souvent des matchs de rugby à XV de l'équipe nationale et de cricket (également de l'équipe nationale). Mount Smart Stadium est généralement utilisé pour les matchs de rugby à XIII de l'équipe nationale ainsi que ceux des Warriors. On y pratique aussi le football, et des concerts y sont régulièrement organisés. North Harbour Stadium abrite des matchs de rugby à XV, de rugby à XIII et de football et des concerts.
Le port de Waitemata possède plusieurs plages prisées des nageurs, notamment à Mission Bay, Devonport, Takapuna, Long Bay et Maraetai. La côte ouest est prisée des surfeurs, particulièrement les plages de Piha et de Muriwai. Beaucoup de plages de la ville sont patrouillées par des clubs de surf lifesaving.
Parmi les évènements sportifs les plus importants on trouve le Harbour Crossing (une course de natation entre Devonport et le Viaduct Basin, soit 2,5 km, avec plus de 1 000 compétiteurs par an, la plus grande course de natation du pays), la course à pied Round the Bays (8,4 km, sur la côte et jusqu'à la banlieue de St Heliers), qui attire des dizaines de milliers de spectateurs), et le marathon d'Auckland (en). Auckland, comme les autres villes du pays, a accueilli la coupe du monde de rugby à XV 2011, dans ses stades l'Eden Park et le North Harbour Stadium.

## Jumelages
| Ville | Ville                        | Pays | Pays                         | Période                   |
| ----- | ---------------------------- | ---- | ---------------------------- | ------------------------- |
|       | arrondissement de Shinagawa, |      | Japon                        | depuis 1993               |
|       | Brisbane,                    |      | Australie                    | depuis 1988               |
|       | Canton,                      |      | Chine                        | depuis le 17 février 1989 |
|       | Concepción                   |      | Chili                        |                           |
|       | Fukuoka,                     |      | Japon                        | depuis 1986               |
|       | Galway,                      |      | Irlande                      | depuis 2002               |
|       | Hambourg,                    |      | Allemagne                    | depuis 2007               |
|       | Kakogawa,                    |      | Japon                        | depuis 1992               |
|       | Los Angeles,                 |      | États-Unis                   | depuis 1971               |
|       | Nadi,                        |      | Fidji                        | depuis 2006               |
|       | Ningbo,                      |      | Chine                        | depuis 1998               |
|       | Pohang,                      |      | Corée du Sud                 | depuis 2008               |
|       | Pusan,                       |      | Corée du Sud                 | depuis le 22 avril 1996   |
|       | Qingdao,                     |      | Chine                        | depuis 2008               |
|       | Samoa,                       |      | Samoa                        | depuis 2012               |
|       | Taichung,                    |      | République de Chine (Taïwan) | depuis 1996               |
|       | Tomioka,                     |      | Japon                        | depuis 1983               |
|       | Tonga,                       |      | Tonga                        | depuis 2012               |
|       | Utsunomiya,                  |      | Japon                        | depuis 1982               |
|       | Îles Cook,                   |      | Îles Cook                    | depuis 2012               |

## Personnalités liées à Auckland
- Amelia Batistich, écrivain, y a vécu et y est décédée en 2004.
- Katie Bowen, joueuse de l'équipe nationale de football néo-zélandaise, y est née en 1994.
- Sir Peter Blake, marin, double vainqueur de la Coupe de l'America en 1995 et 2000 pour le Royal New Zealand Yacht Squadron.
- Fiona Campbell-Walter, mannequin des années 1950 en Europe, y est née le 25 juin 1932.
- Geeling Ching, l’actrice qui incarne la China Girl de David Bowie est née à Auckland en 1960 et y tient un restaurant.
- Sean Fitzpatrick, joueur de l'équipe nationale de rugby, les All Blacks, y est né en 1963.
- Rosalie Gascoigne (en) plasticienne, notamment exposée au Metropolitan de New York, à la Biennale de Venise, à la Art Gallery of New South Wales, etc., y est née en 1917, et a été diplômée de l'Université d'Auckland en 1937[65].
- Jean Gilbert, militaire français et officier de la France Libre, y est mort le 8 juin 1942 dans un accident d'avion.
- Douglas Charles Howlett dit Doug Howlett joueur de rugby à XV néo-zélandais.
- Jonah Lomu, joueur de l'équipe nationale de rugby, les All Blacks, y est né en 1975.
- Sir Donald McIntyre, baryton-basse wagnérien, y est né en 1934.
- Andrew Kautonga Mailei dit Andrew Ma'ilei, joueur de rugby à XV qui joue avec l'équipe des Tonga.
- La chanteuse Princess Chelsea y est née en 1985.
- Kieran Read, joueur de rugby à XV international néo-zélandais.
- Sonny Bill Williams, (dit SBW), joueur de rugby à XIII et à XV international néo-zélandais.
- Lorde, chanteuse mondialement connue, y est née en 1996.
- Kim Dotcom, le fondateur de Megaupload, réside à Auckland.
- John James Kirwan dit John Kirwan, ancien joueur de rugby à XV néo-zélandais.
- Martin Henderson, acteur, y est né en 1974.
- Rosé, chanteuse et danseuse du groupe sud-coréen Blackpink, y est née le 11 février 1997.
- KJ Apa, acteur, né le 17 juin 1997 à Auckland.